# Colônia da Baía de Massachusetts
```
   |-
       |
Erro:
:  
valor não especificado para "
nome_comum
"
```

A Colônia da Baía de Massachusetts (1628-1692), foi um assentamento inglês no século XVII ao redor da Baía de Massachusetts, ela era a mais ao Norte das várias colônias, e que mais tarde foi reorganizada como Província da Baía de Massachusetts. As terras do assentamento estavam localizadas no Sul da Nova Inglaterra, com assentamentos iniciais situados em dois portos naturais e terrenos vizinhos a cerca de 15,4 milhas (24,8 km) de distância - as áreas em torno de Salem e Boston.

## Histórico
Antes da chegada dos colonos europeus na costa Leste da Nova Inglaterra, a área em torno da baía de Massachusetts era o território de várias tribos de línguas algonquinas, incluindo Massachusetts, Nausets e Wampanoags. Os Pennacooks ocupavam o vale do rio Merrimack ao Norte, e os Nipmucs, Pocumtucs e Moicanos ocupavam as terras do Oeste de Massachusetts, embora algumas dessas tribos estivessem sob o domínio dos Moicanos, que estavam se expandindo agressivamente a partir do Norte (Nova York). A população total indígena em 1620 foi estimada em 7 mil. Esse número foi significativamente maior até 1616; nos anos posteriores, cronistas contemporâneos entrevistaram índios que descreveram uma "grande peste" que matou cerca de dois terços da população. Os padrões de uso da terra dos índios incluíam parcelas limpas para fins agrícolas e territórios de floresta para caça. As divisões de terras entre as tribos eram bem compreendidas.
Durante o início do século XVII, vários exploradores europeus mapearam a área, incluindo Samuel de Champlain e John Smith. Os planos começaram em 1606 para os primeiros assentamentos britânicos permanentes na costa leste da América do Norte. Em 10 de abril de 1606, o rei James I da Inglaterra emitiu uma concessão formando duas sociedades por ações. Nenhuma dessas empresas recebeu nome por esta carta, mas os territórios foram nomeados como "primeira colônia" e "segunda colônia", sobre os quais as empresas foram respectivamente autorizadas a colonizar e governar. De acordo com este estatuto, a "primeira colônia" e a "segunda colônia" seriam governadas por um Conselho composto por 13 indivíduos em cada colônia. A carta previa um conselho adicional de 13 pessoas, chamado "Conselho da Virgínia", que tinha responsabilidade abrangente sobre o empreendimento como um todo.
A "primeira colônia" variou da latitude de 34 a 41 graus norte; a "segunda colônia" variou da latitude de 38 a 45 graus, portanto, os territórios da "primeira colônia" e a "segunda colônia" se sobrepuseram. A carta de Charles I de 1629 afirmou que a segunda colônia variava de 40 a 48 graus de latitude norte, o que apenas reduzia a sobreposição. Os investidores de Londres foram nomeados para governar quaisquer assentamentos na "primeira colônia"; investidores da "cidade de Plimouth, no condado de Devon" foram nomeados para governar quaisquer assentamentos na "segunda colônia". A "London Company" deu início ao assentamento de Jamestown. A "Plymouth Company", sob a orientação de Sir Ferdinando Gorges, cobriu a área mais ao Norte, incluindo a Nova Inglaterra, e estabeleceu a Colônia Sagadahoc em 1607, no Maine. A experiência se mostrou excepcionalmente difícil para os 120 colonos, no entanto, e os colonos sobreviventes abandonaram a colônia depois de apenas um ano. Gorges observou que "não houve mais discursos sobre o estabelecimento de plantações nessas partes" por vários anos. Os navios ingleses continuaram a chegar à região da Nova Inglaterra para pescar e comercializar com os índios.

### Colônia Plymouth
Em dezembro de 1620, um grupo de peregrinos estabeleceu a Colônia de Plymouth, ao Sul da baía de Massachusetts, buscando preservar sua identidade cultural e alcançar a liberdade religiosa. Os colonos de Plymouth enfrentaram grandes dificuldades e obtiveram poucos lucros para seus investidores, que venderam seus interesses em 1627. Edward Winslow e William Bradford foram dois dos líderes da colônia e provavelmente foram os autores de um trabalho publicado na Inglaterra em 1622, chamado "Mourt's Relation". Este livro, de certa forma, se assemelha a um folheto promocional destinado a incentivar mais imigração. Havia outros assentamentos coloniais de curta duração em 1623 e 1624 em Weymouth, Massachusetts; A Colônia Wessagusset de Thomas Weston falhou, assim como um esforço de Robert Gorges para estabelecer uma estrutura colonial abrangente.

### Assentamento Cabo Ann
Em 1623, o Conselho de Plymouth para a Nova Inglaterra (sucessor da Companhia de Plymouth) estabeleceu uma pequena vila de pescadores em Cape Ann, sob a supervisão da Companhia de Dorchester, tendo Thomas Gardner como superintendente. Esta empresa foi originalmente organizada através dos esforços do ministro puritano John White (1575-1648) de Dorchester, no condado inglês de Dorset. White foi chamado de "o pai da colônia de Massachusetts" por causa de sua influência no estabelecimento desse assentamento e apesar do fato de ele nunca emigrar. O assentamento de Cape Ann não era lucrativo, e os financiadores da Dorchester Company encerraram seu apoio no final de 1625. Seu assentamento na área que hoje em dia é Gloucester foi abandonado, mas alguns colonos lá permaneceram, incluindo Roger Conant, estabelecendo um assentamento um pouco mais ao Sul, perto da aldeia da tribo Naumkeag.

### Formação jurídica da colônia

Bandeira alternativa usada, onde por questões religiosas, a cruz vermelha foi omitida, uma vez que alguns puritanos se opunham ao uso de um símbolo de cruz na bandeira vermelha inglesa

O arcebispo William Laud era um conselheiro favorito do rei Charles I e um anglicano dedicado, que procurava suprimir as práticas religiosas dos puritanos e outras crenças não conformistas na Inglaterra. A perseguição de muitos puritanos na década de 1620 os levou a acreditar que a reforma religiosa não seria possível enquanto Charles fosse Rei, e muitos decidiram buscar uma nova vida no Novo Mundo.
John White continuou a buscar financiamento para uma colônia. Em 19 de março de 1627/8, o "Council for New England" concedeu uma doação de terras a um novo grupo de investidores que incluía alguns da Dorchester Company. A concessão de terras era para o território entre o rio Charles e o rio Merrimack, que se estendia desde "the Atlantick and westerne sea and ocean on the east parte, to the South sea on the west parte". A empresa a quem a concessão foi vendida foi denominada "The New England Company for a Plantation in Massachusetts Bay". A empresa elegeu Matthew Cradock como seu primeiro governador e imediatamente começou a organizar provisões e recrutar colonos.
A empresa enviou aproximadamente 100 novos colonos com provisões para ingressar na Conant em 1628, liderada pelo assistente do governador John Endecott, um dos donatários. No ano seguinte, Naumkeag foi renomeado para Salem e fortalecido por outros 300 colonos liderados pelo Rev. Francis Higginson, um dos primeiros-ministros do assentamento. Os primeiros invernos foram difíceis, com os colonos lutando contra a fome e as doenças, resultando em numerosas mortes.
Os líderes da empresa buscaram uma Carta Régia para a colônia porque estavam preocupados com a legalidade de reivindicações de terras conflitantes dadas a várias empresas (incluindo a New England Company) para os territórios pouco conhecidos do Novo Mundo e por causa do número crescente de Puritanos que queriam se juntar a eles. Charles concedeu a nova carta em 4 de março de 1628/9, substituindo a concessão de terras e estabelecendo uma base legal para a nova colônia inglesa em Massachusetts. Não era aparente se Charles sabia que a Companhia pretendia apoiar a emigração puritana, e ele provavelmente assumiu que era puramente para fins comerciais, como era costume. O estatuto omitiu uma cláusula significativa: o local da assembleia geral ordinária. Charles dissolveu o Parlamento em 1629, quando os diretores da empresa se reuniram para considerar a possibilidade de transferir a sede da empresa para a colônia. Isso foi seguido pelo Acordo de Cambridge no final daquele ano, no qual um grupo de investidores concordou em emigrar e trabalhar para comprar as cotas de outros que não emigrariam.
A Colônia da Baía de Massachusetts se tornou a primeira colônia fretada em inglês cujo conselho de governadores não residia na Inglaterra. Essa independência ajudou os colonos a manter suas práticas religiosas puritanas sem interferência do Rei, do arcebispo Laud, ou da Igreja Anglicana. A carta permaneceu em vigor por 55 anos; Charles II a revogou em 1684. O Parlamento aprovou uma legislação chamada coletivamente de Atos de Navegação, que tentou impedir os colonos de negociar com qualquer nação que não fosse a Inglaterra. A resistência colonial a esses atos levou o rei Charles a revogar a Carta de Massachusetts e consolidar todas as colônias da Nova Inglaterra, Nova York e Nova Jersey no Domínio da Nova Inglaterra.

### História Colonial
Uma flotilha de navios partiu da Inglaterra em abril de 1630, às vezes conhecida como "Frota Winthrop". Eles começaram a chegar a Salem em junho e transportaram mais de 700 colonos, o governador John Winthrop e a Carta Colonial. Winthrop proferiu seu famoso sermão "City upon a Hill" antes ou durante a viagem.
Nos dez anos seguintes, houve um êxodo constante de puritanos da Inglaterra, com cerca de 20 mil pessoas emigrando para Massachusetts e as colônias vizinhas durante a Grande Migração. Muitos ministros reagiram às políticas religiosas repressivas da Inglaterra, viajando com suas congregações, entre as quais John Cotton, Roger Williams, Thomas Hooker e outros. As divisões religiosas e a necessidade de terras adicionais levaram a uma série de novos assentamentos que resultaram na Colônia de Connecticut (por Hooker) e na Colônia de Rhode Island e Plantações de Providence (por Williams e outros). O ministro John Wheelwright foi banido após a controvérsia antinomiana (como Anne Hutchinson) e mudou-se para o Norte, para fundar Exeter, New Hampshire.
O advento das Guerras dos Três Reinos, em 1639, interrompeu a grande migração, e um número significativo de homens retornou à Inglaterra para lutar na guerra. As autoridades de Massachusetts eram solidárias com a causa parlamentar e tinham geralmente relações positivas com os governos da Comunidade da Inglaterra e o protetorado de Oliver Cromwell. A economia da colônia começou a se diversificar na década de 1640, quando as indústrias de comércio de peles, madeira e pesca encontraram mercados na Europa e nas Índias Ocidentais, e a indústria de construção naval da colônia se desenvolveu. O crescimento de uma geração de pessoas que nasceram na colônia e a ascensão de uma classe de comerciantes começaram a mudar lentamente o cenário político e cultural da colônia, mesmo que sua governança continue sendo dominada por puritanos relativamente conservadores.
O apoio colonial à Commonwealth criou tensão depois que o trono foi restaurado para Charles II em 1660. Charles procurou estender a influência real sobre as colônias, às quais Massachusetts resistiu junto com as outras colônias. Por exemplo, a colônia de Massachusetts Bay recusou repetidamente pedidos de Charles e seus agentes para permitir que a Igreja da Inglaterra se estabelecesse, e as colônias da Nova Inglaterra em geral resistiram aos Atos de Navegação, leis que restringiam o comércio colonial somente à Inglaterra.
Todas as colônias da Nova Inglaterra foram devastadas pela Guerra do Rei Philip (1675-1676), quando os índios do Sul da Nova Inglaterra se rebelaram contra os colonos e foram derrotados decisivamente, embora com grande custo de vida para todos os envolvidos. A fronteira de Massachusetts foi particularmente atingida, com várias comunidades sendo abandonadas nos vales de Connecticut e rio Swift. No final da guerra, a maioria da população indiana do sul da Nova Inglaterra fez tratados de paz com os colonos.

### Revogação da Carta
Após a Restauração Inglesa em 1660, questões de administração colonial chamaram a atenção do rei. Massachusetts, em particular, relutou em concordar que o rei tinha algum tipo de autoridade para controlar seu governo. Isso levou a crises na década de 1660 e no final da década de 1670, nas quais as etapas foram planejadas primeiro e depois executadas na Inglaterra para desocupar a Carta Colonial. Os "Senhores do Comércio" haviam decidido, por várias razões, consolidar as colônias da Nova Inglaterra; eles emitiram "quo warranto" em 1681 para as cartas de várias colônias norte-americanas, incluindo Massachusetts. O mandado de Massachusetts nunca foi cumprido por razões técnicas, e a carta não foi formalmente desocupada até que o tribunal da chancelaria tenha emitido um scire facias escrito formalmente anulando a carta em 18 de junho de 1684. Os procedimentos foram arranjados de forma que o tempo expirasse para as autoridades coloniais defenderem a Carta, antes mesmo de tomar conhecimento do evento.

### Unificações e restauração
Desde 1686, o território da colônia foi administrativamente unificado por James II da Inglaterra com as outras colônias da Nova Inglaterra no Domínio da Nova Inglaterra. O domínio era governado por Sir Edmund Andros, sem representação local além de vereadores escolhidos a dedo, e era extremamente impopular na Nova Inglaterra. As autoridades de Massachusetts conspiraram para prender Andros em abril de 1689, após a Revolução Gloriosa de 1688, na Inglaterra, e restabeleceram o governo sob as formas da carta desocupada. No entanto, os dissidentes do governo puritano argumentaram que o governo carecia de uma fundação constitucional adequada, e algumas de suas ações foram resistidas nessa base. Os anos de 1689 a 1692 também foram difíceis, uma vez que a colônia estava na vanguarda da Guerra do Rei William e suas comunidades fronteiriças foram devastadas por ataques organizados na Nova França e conduzidos por grupos de invasão franceses e indígenas.
O rei William III emitiu uma carta em 1691, apesar dos esforços dos agentes de Massachusetts para reviver a antiga carta colonial. Foi negociado principalmente por Increase Mather em seu papel como embaixador extraordinário da colônia, unificando a colônia da baía de Massachusetts com a Colônia de Plymouth, com a Martha's Vineyard, Nantucket e territórios que abrangem aproximadamente os atuais Maine, Nova Brunswick e Nova Escócia para formar a Província da Baía de Massachusetts. Essa nova carta estendeu adicionalmente o direito de voto a não-puritanos, um resultado que Mather tentara evitar.